# نزاع مجلة هيباتيا والعبور العرقي
تورطت المجلة الفلسفية النسوية هيباتيا في نزاع في شهر أبريل من عام 2017، الأمر الذي أسفر عن التشهير بإحدى الكاتبات فيها -ريبيكا توفيل- على الإنترنت، وهي أستاذة مساعدة في الفلسفة في كلية رودس في ممفيس. نشرت المجلة مقالًا خاضعًا لاستعراض الأقران للكاتبة ريبيكا توفيل، التي قارنت فيه بين كاتلين جينر الامرأة العابرة جنسيًا وراشيل دوليزال الامرأة البيضاء التي تُعرف عن نفسها بأنها سوداء. تعرّض المقال إلى انتقادات كثيرة على وسائل التواصل الاجتماعي، ثم انضم باحثون على علاقة وثيقة بالمجلة إلى الأشخاص المطالبين بالتراجع عن المقال. كشف هذا الجدل عن الخلاف الداخلي بين أعضاء فريق التحرير في المجلة، وتطور إلى نزاع في أوساط النسويات والفيلسوفات الأكاديميات.
نُشر المقال المعنون «دفاعًا عن العبور العرقي» في مجلة هيباتيا في عدد ربيع عام 2017 بتاريخ 25 أبريل، وجاء فيه على لسان توفيل: «كما ينبغي علينا تقبل قرارات الأفراد العابرين جنسيًا بتغيير جنسهم، يتوجب علينا قبول قرارات الأفراد العابرين عرقيًا بتغيير عرقهم». انتقدت مجموعة صغيرة من الناس هذا المقال وهاجمت توفيل على مواقع فيسبوك وتويتر، ثم بدأ تداول رسالة مفتوحة جاء فيها اسم إحدى أعضاء هيئة التحرير في هيباتيا للتواصل معها بالإضافة إلى بعض المطالبات المتعلقة بتراجع المجلة عن المقال. أرسلت الجهة المسؤولة عن نشر المقال رسالةً مفادها: «قد يشارك الخبراء البيض المتوافقين مع جنسهم في مناقشة فكرية حول هذه الموضوعات» دون إشراك «المنظرون الذين قد تتأثر حياتهم بشكل مباشر برهاب العبور الجنسي والعنصرية».
نشرت صفحة المجلة على موقع فيسبوك اعتذارًا عن نشر المقال نيابةً عن «غالبية» مساعدي محرري هيباتيا بتاريخ 1 مايو. حصدت الرسالة المفتوحة 830 توقيعًا في اليوم التالي لنشر الاعتذار، من بينهم توقيعات لبعض الباحثين العاملين مع المجلة بالإضافة إلى عضوين من لجنة تحكيم أطروحة توفيل. تمسكت رئيسة تحرير هيباتيا سالي شولتز ومجلس إدارتها بالمقال. قدمت شولتز استقالتها في شهر يوليو من عام 2017، وعلق المجلس صلاحيات المحررين المساعدين فيما يتعلق بتعيين رئيس تحرير جديد، الأمر الذي أسفر عن استقالة ثمانية محررين مساعدين. شكل المدراء فريق عمل لإعادة هيكلة الشؤون الإدارية في المجلة. استُبدل المدراء في شهر فبراير من عام 2018.
استجاب المجتمع الأكاديمي معلنًا عن دعمه لتوفيل. كشفت القضية عن انقسامات الأوساط الفلسفية حول موضوع استعراض الأقران، والفلسفة التحليلية مقابل الفلسفة القارية، والتنوع في أوساط هذه المهنة، ومسألة اعتبار شخص ما مؤهلًا للكتابة عن التجارب التي يمر بها الناس، والضغوط التي تفرضها وسائل التواصل الاجتماعي، وكيفية حماية التبادل الحر للأفكار.

## نبذة عامة

### هيباتيا
أسست عزيزة يحيى الهبري بالتعاون مع جمعية المرأة في الفلسفة مجلة هيباتيا في عام 1983. تمتلك شركة هيباتيا غير الربحية هذه المجلة. كانت دار نشر جون ويلي وأبناءه مسؤولة عن نشر المجلة خلال الفترة التي اندلع فيها النزاع في شهر أبريل من عام 2017. تولت ميريام سولومون (جامعة تمبل) حينها رئاسة مجلس الإدارة بينما كانت سالي شولتز (جامعة فيلانوفا) رئيسة التحرير. تضمن طاقم العمل وقتها 25 عضوًا في هيئة التحرير و10 أعضاء في المجلس الاستشاري و12 مستشار تحرير محلي و10 أعضاء في مجلس المحررين المساعدين. تضمنت قائمة المحررون المساعدون -الذين عينوا رؤساء التحرير وقدموا مشورتهم بشأن السياسة التحريرية للمجلة- كل من ليندل مارتن ألكوف (جامعة مدينة نيويورك)، وآن كاهيل (جامعة إيلون)، وكيم هول (جامعة الأبالاش الحكومية)، وكرسيدا هايز (جامعة ألبرتا)، وكارين جونز (جامعة ملبورن)، وكيو لي (كلية جون جاي للعدالة الجنائية)، وماريانا أورتيجا (جامعة جون كارول)، وأستا كريستيانا سفينسدوتري (جامعة سان فرانسيسكو الحكومية)، وأليسون ويلي (جامعة واشنطن)، وجورج يانسي (جامعة إيموري).

### الكاتبة
وُلدت ريبيكا توفيل في مدينة تونرتو لعائلة يهودية. كانت والدتها صيدلانيةً ووالدها طبيب أسنان. تقول توفيل إن فقدانها لأفراد أسرتها خلال الهولوكوست سبب من أسباب اهتمامها بالعدالة، إذ نجا جديها من المحرقة. تخصصت توفيل في الفلسفة النسوية والفلسفة العرقية وأخلاقيات الحيوان، وحصلت على درجة البكالوريوس من جامعة مكغيل في عام 2007 وعلى درجة الدكتوراه من جامعة فاندربيلت في عام 2014 عن أطروحتها المعنونة توسيع نطاق الظلم الأبستمولوجي: منهج الدراسات النسوية والحيوانية. انضمت توفيل إلى هيئة التدريس في كلية رودس في ممفيس بولاية تينيسي في عام 2014 بوصفها أستاذة مساعدة في الفلسفة.

## «دفاعًا عن العبور العرقي»

### جينر ودوليزال
بدأت توفيل كتابة مقالها حول العبور العرقي بعد ملاحظتها للتناقض بين تناول مسألة ظهور كايتلن جينر امرأةً عابرةً في شهر أبريل من عام 2015 وظهور راشيل دوليزال البيضاء على أنها عابرة إلى العرق الأسود في شهر يونيو من العام ذاته. صُنّفت جينر واحدةً من نساء العام في مجلة غلامور وظهرت على غلاف مجلة فانيتي فير، بينما فقدت دوليزال منصبها كرئيسة للجمعية الوطنية للنهوض بالملونين في فرعها بمدينة سبوكين في واشنطن وأصبحت -حسب قولها- غير قابلة للتوظيف. لم تول توفيل أي اهتمام لتفاصيل القضيتين بل اكتفت بالنظر إلى أساسهما. شرعت توفيل في كتابة حجة لدعم موقفها: «كما ينبغي علينا تقبل قرارات الأفراد العابرين جنسيًا بتغيير جنسهم، يتوجب علينا قبول قرارات الأفراد العابرين عرقيًا بتغيير عرقهم».

### الحجج
كتبت توفيل: «نعامل الناس ظلمًا عندما نمنعهم من اختيار هويتهم الشخصية التي يرغبون بها». يُعتبر كل من التماهي الشخصي مع الهوية الجديدة والاعتراف الاجتماعي بها عنصران ضروريان لتحقيق تغيير ناجح. طرحت توفيل مسألة التحول إلى اليهودية بوصفها مثالًا على كلامها، فتقول إن التحول إلى الهوية اليهودية الجديدة أمر مقبول في حال غياب أي سبب لمنعه مثل شك الحاخام في جدية الالتزام. أضافت توفيل: «يتيح العرق فرصة العضوية العرقية على أساس المعاملة الاجتماعية و ... التماهي الشخصي»، ووصفت العرق بأنه بناء اجتماعي مرن، وقالت إن قيمة السلاسة -الميزة الخارجية بالنسبة للجسد- متغيرة من مكان إلى آخر حتّى وإن كانت عنصرًا حاسمًا وقيمًا فيما يتعلق بالأمور العرقية في أمريكا. على سبيل المثال، ترى توفيل أن تعريف دوليزال عن نفسها بأنها سوداء وعيشها في مجتمع يتقبل أنها سوداء وتعايشها مع ثقافة السود كفيل لاعتبارها سوداء في بلد مثل البرازيل.
تناولت توفيل أربع اعتراضات حول موضوع العبور العرقي. أولًا، يجب على المرء الذي يدعي أنه أسود أن ينشأ في ظل قضايا العنصرية ضد السود، فقد أطلق الصحفي توري على هذا الأمر اسم «الشيء الوحيد الذي يربط بين جميع السود». تقول توفيل أن نشأة النساء العابرات جنسيًا دون التعرض للتمييز الجنسي ليس سببًا كافيًا لرفض الاعتراف بهن كنساء. وبالتالي، ترى توفيل أن تجربة دوليزال للعنصرية أثناء حياتها كامرأة سوداء أمرًا كافيًا لتجربة هذه المعاناة. يتجسد الاعتراض الثاني في عدم القدرة على الاعتراف بدوليزال كامرأة سوداء بسبب الأهمية التي توليها أمريكا لمسألة السلالة، إذ يوجد توافق ذوات حول أهمية السلالة في هذا السياق بغض النظر عن بقية الحقائق. تقول توفيل إن هذا الأمر قابل للتغيير أو «رهين للوضع الحالي».
يتجسد الاعتراض الثالث في تضرر المجتمع الأسود عند محاولة شخص أبيض الدخول إليه، إذ قُورن عبور دوليزال بالوجه الأسود. تميز توفيل بين التماهي الإشكالي وغير الإشكالي. لم يستند التعريف الذاتي لدوليزال إلى التغيير في المظهر الجسدي وحده، فلا ينطوي الأمر على أي إهانة لأن التغيير لا يبدو مؤقتًا ولا يخدم تعزيز صور نمطية مؤذية. وبذلك، يُعتبر تماهي دوليزال مثالًا على التماهي غير الإشكالي وفقًا لتوفيل. يتمثل الاعتراض الرابع في تورط دوليزال في «ممارسة خاطئة للامتياز الأبيض»، أي أن الشخص الأبيض قادر على استعادة امتيازه الأبيض متى احتاج إليه بينما لا يمتلك الشخص الأسود هذه المرونة. كتبت توفيل أن هذه الحجة تنطبق على النساء العابرات جنسيًا أيضًا ولا سيما قبل خضوعهن للجراحة، وبذلك يجب منع النساء القادرات على الاستفادة من الامتيازات الذكرية -أي التراجع عن التغيير- من العبور.